# Zams
Zams ist eine Gemeinde mit 3613 Einwohnern (Stand 1. Jänner 2025) und ein gleichnamiges Dorf  im Oberinntal in Tirol.
Die Einwohnerbezeichnung lautet Zammer, nicht Zamser. Grund ist der rätoromanische Ursprung des Ortsnamens. Dieser endet mit der lateinischen Nominativendung -s, deshalb wird der Genitiv ohne -s gebildet.

## Geografie
Zams liegt in einem klimatisch begünstigten Talkessel nahe dem Zusammenfluss von Inn und Sanna genau an der Grenze der Nördlichen Kalkalpen und der Zentralalpen.
Der Ort ist von alters her Knotenpunkt der Verkehrswege: Hier kreuzen sich die Straßen aus dem Vinschgau, dem Engadin, Bayern und dem Bodenseeraum. An der Brücke über den Inn wurde schon im Mittelalter den Handelsfuhrwerken der Wegzoll abverlangt.

### Gemeindegliederung

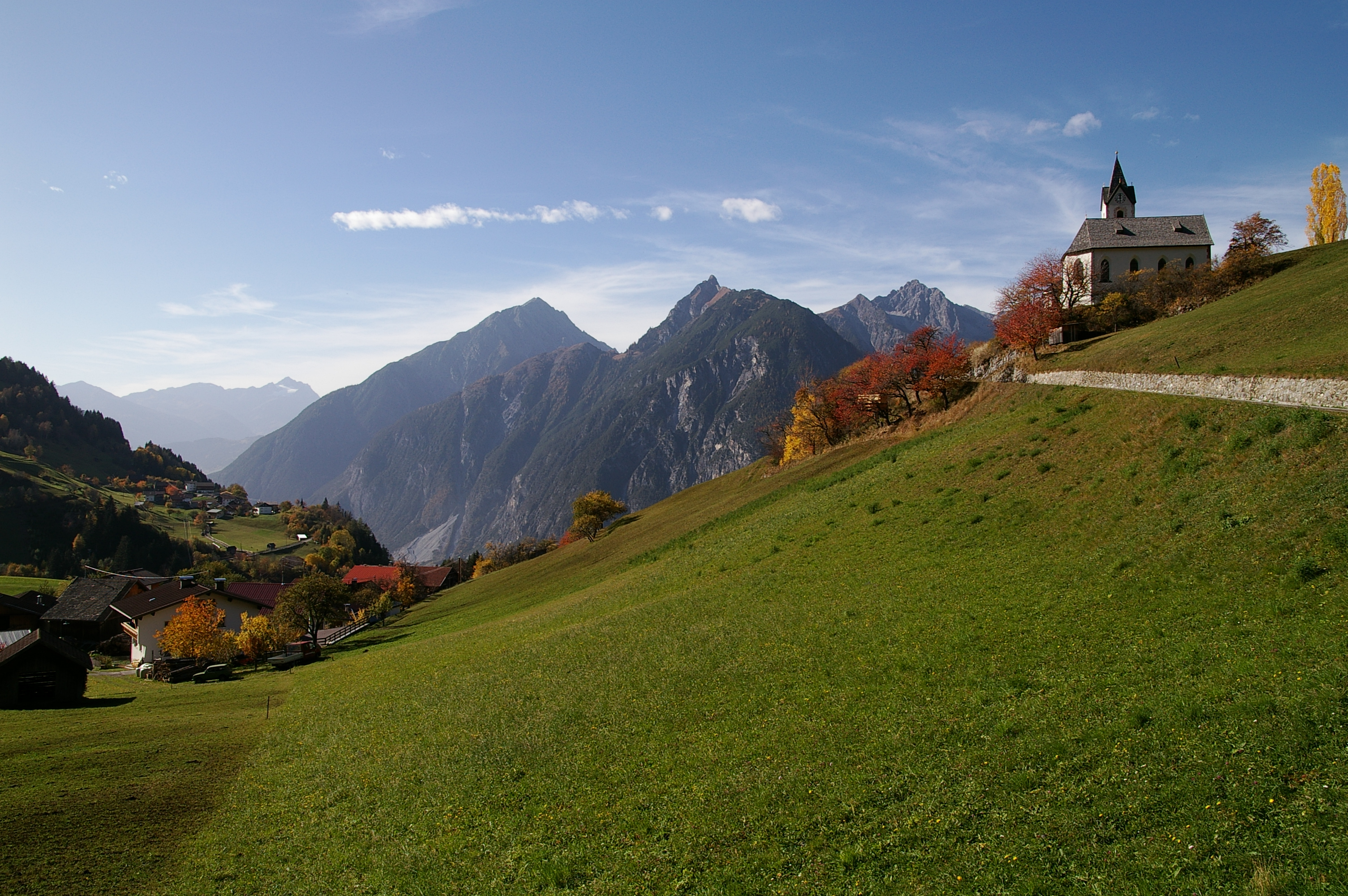
Der Ortsteil Grist (links) und die Kirche des Ortsteiles Falterschein (rechts)

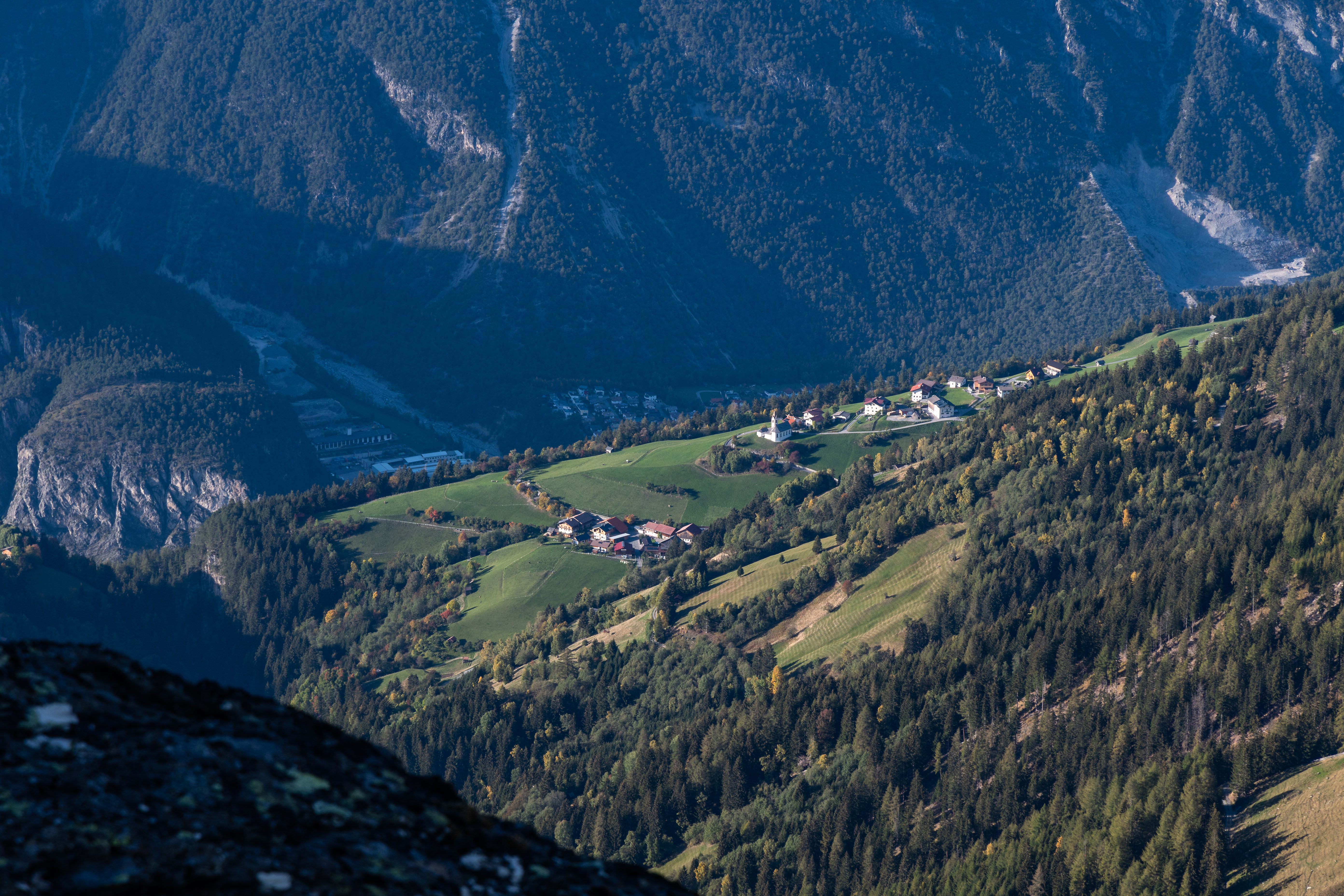
Der Ortsteil Falterschein vom Grat des Venetmassives gesehen

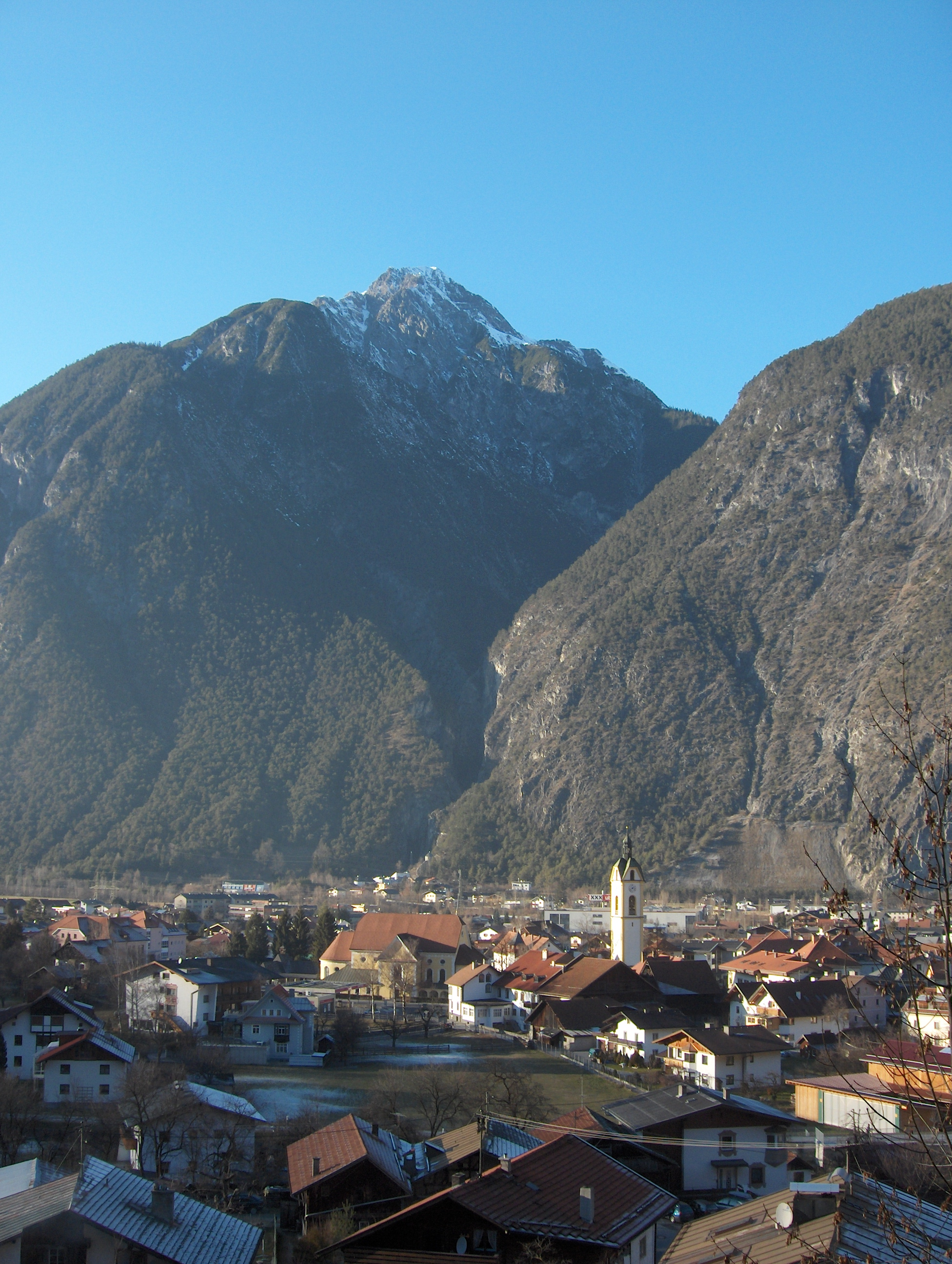
Blick auf Zams, mit Rauer Kopf und der Schlucht des Zammer Lochs

Die Gemeinde besteht aus zwei Katastralgemeinden (Fläche Stand 31. Dezember 2023):
- Zams (11.064,59 ha²)
- Zammerberg (1.439,64 ha)

Das Gemeindegebiet gliedert sich in zwei Ortschaften (in Klammern Einwohnerzahl Stand 1. Jänner 2025):
- Zammerberg (249)

mit den Dörfern Falterschein und Grist, den Weilern Kronburg und Schwaighof, den Rotten Lahnbach und Rifenal, der Ruine Kronburg sowie mehreren Einzelhöfen und Alpen.
- Zams (3364)

mit den Dörfern Zams und Lötz, der Siedlung Anreit, der Sommerhaussiedlung Madau sowie zahlreichen Schutzhütten, Alpengasthäusern, Jagdhütten und Alpen.

### Nachbargemeinden
Drei der 13 Nachbargemeinden liegen im Bezirk Reutte (RE), weitere drei im Bezirk Imst (IM).
| Bach (RE)            | Gramais (RE)                                  | Imst (IM)0000 Schönwies* 000000 Imsterberg (IM)* |
| Kaisers (RE)         | Kompassrose, die auf Nachbargemeinden zeigt   | Wenns (IM)*                                      |
| Flirsch0000 Strengen | Grins0000000000 0000Stanz bei Landeck Landeck | Fließ                                            |

* Die Gemeindegrenzen von Schönwies, Imsterberg, Wenns und Zams treffen an einem Punkt in etwa 2368 m Höhe nordnordöstlich des Kreuzkopfes zusammen.

### Klima
Das Klima ist geprägt von der inneralpinen Lage im Inntal. In den Nordstaulagen der Lechtaler Alpen gibt es viel Niederschlag, während im Ortsgebiet wenig Niederschlag fällt. Die windgeschützte Lage im Talkessel sorgt für ein für die Höhenlage mildes Mikroklima.

## Geschichte
Funde aus der vorchristlichen Zeit belegen, dass das Gebiet schon früh besiedelt war.
In der Keltenzeit waren in Zams Räter ansässig. Um circa 500 v. Chr. hatten sie am Platz des heutigen Post-Gasthof Gemse schon eine Unterkunft, lange vor den Römern, die um 15 v. Chr. Raetia besetzten. Der Post-Gasthof war übrigens wahrscheinlich schon ab dem Jahr 726 n. Chr. eine Herberge.
Bevor die Römer in Raetia einfielen, gab es in Zams wahrscheinlich eine keltische Siedlung bei der heutigen Talstation der Venetbahn. Dort war früher vielleicht einmal ein kleiner See, der sogenannte Riefensee. In ihm wurde angeblich der Dorfbach natürlich gestaut, bevor er dann weiter in den Inn floss. Erst die Römer leiteten den Bach so um, so dass er seither entlang der heutigen Bachgasse fließt. Als die Römer hier ankamen, wurden wohl einige der Siedler als Sklaven nach Rom gebracht.
Zams ist erstmals urkundlich im Jahre 1150 als Zamis genannt. Vielleicht liegt lateinisch amnis (‚Wildbach‘) zugrunde. Das Z käme demnach von der deutschen Präposition ze.
Zams gehörte ursprünglich zur Pfarre Stanz, wurde jedoch bereits im 13. Jahrhundert eigenständig.
Im 18. und 19. Jahrhundert war Zams bekannt für seine Textilproduktion. Die Firma Tammerl und Kompagnie beschäftigte 1837 um die 140 Weber und 300 Handspinner, die Seide und Baumwolle verarbeiteten.

## Kultur und Sehenswürdigkeiten

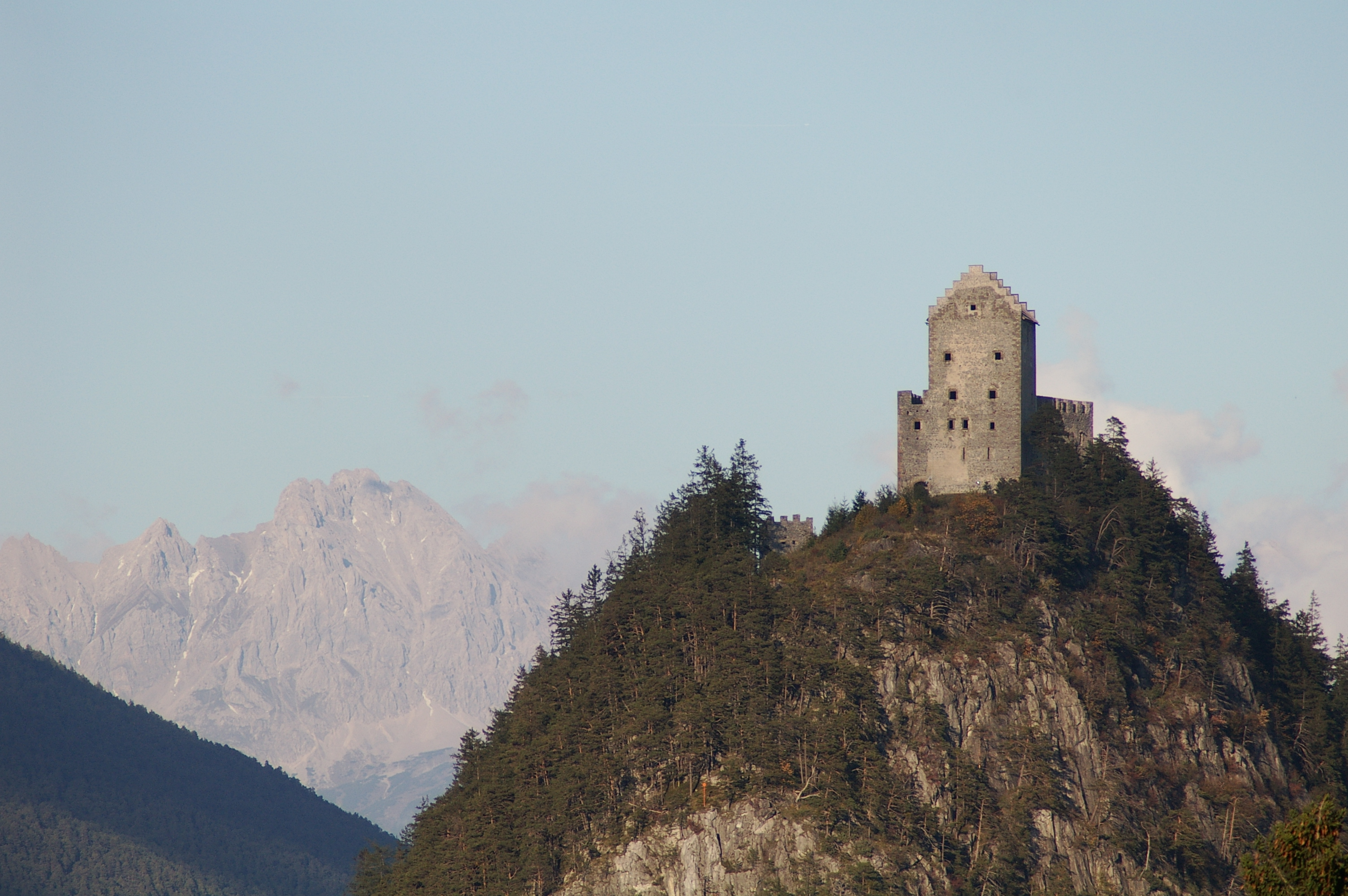
Burg Kronburg

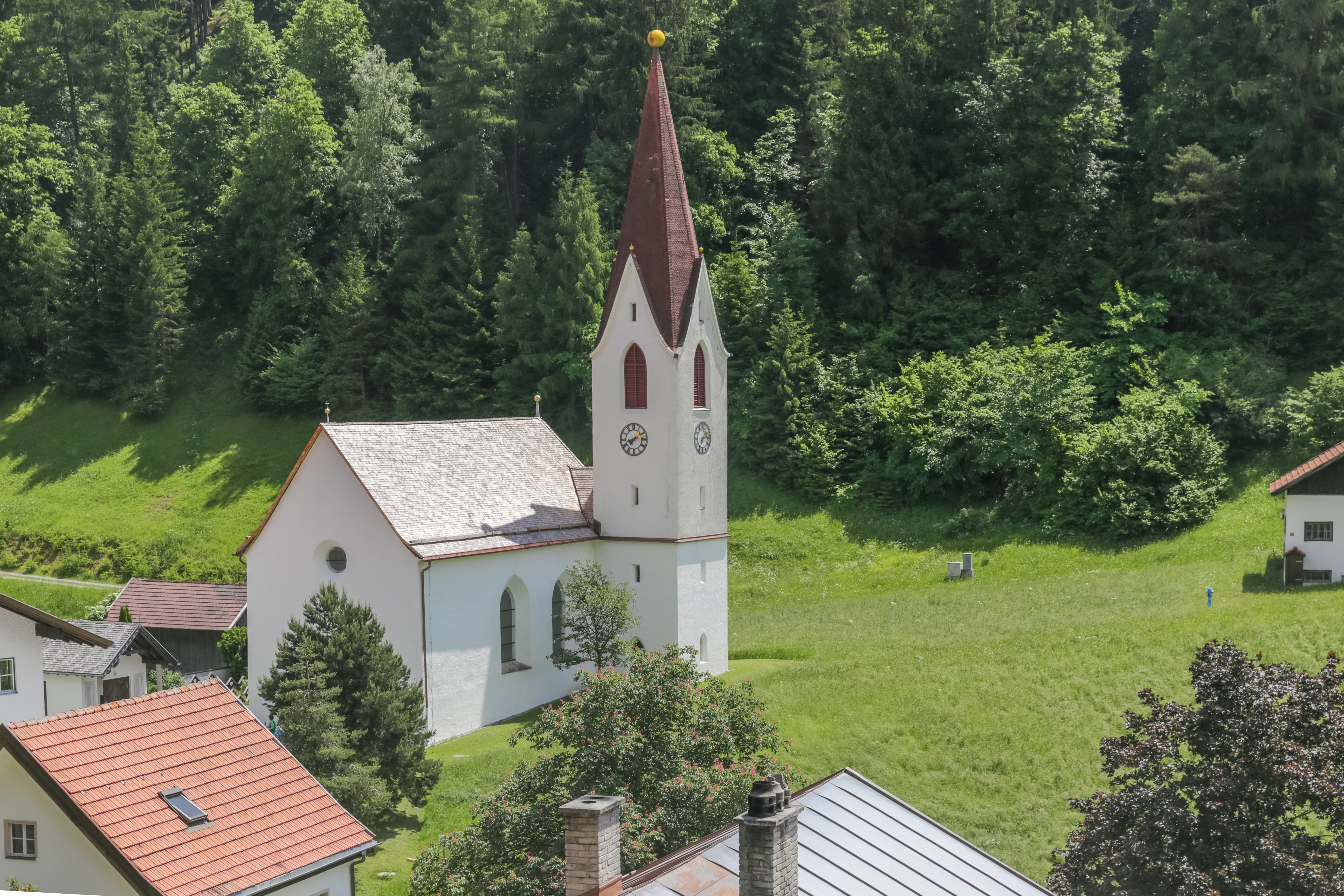
Kaplaneikirche Kronburg

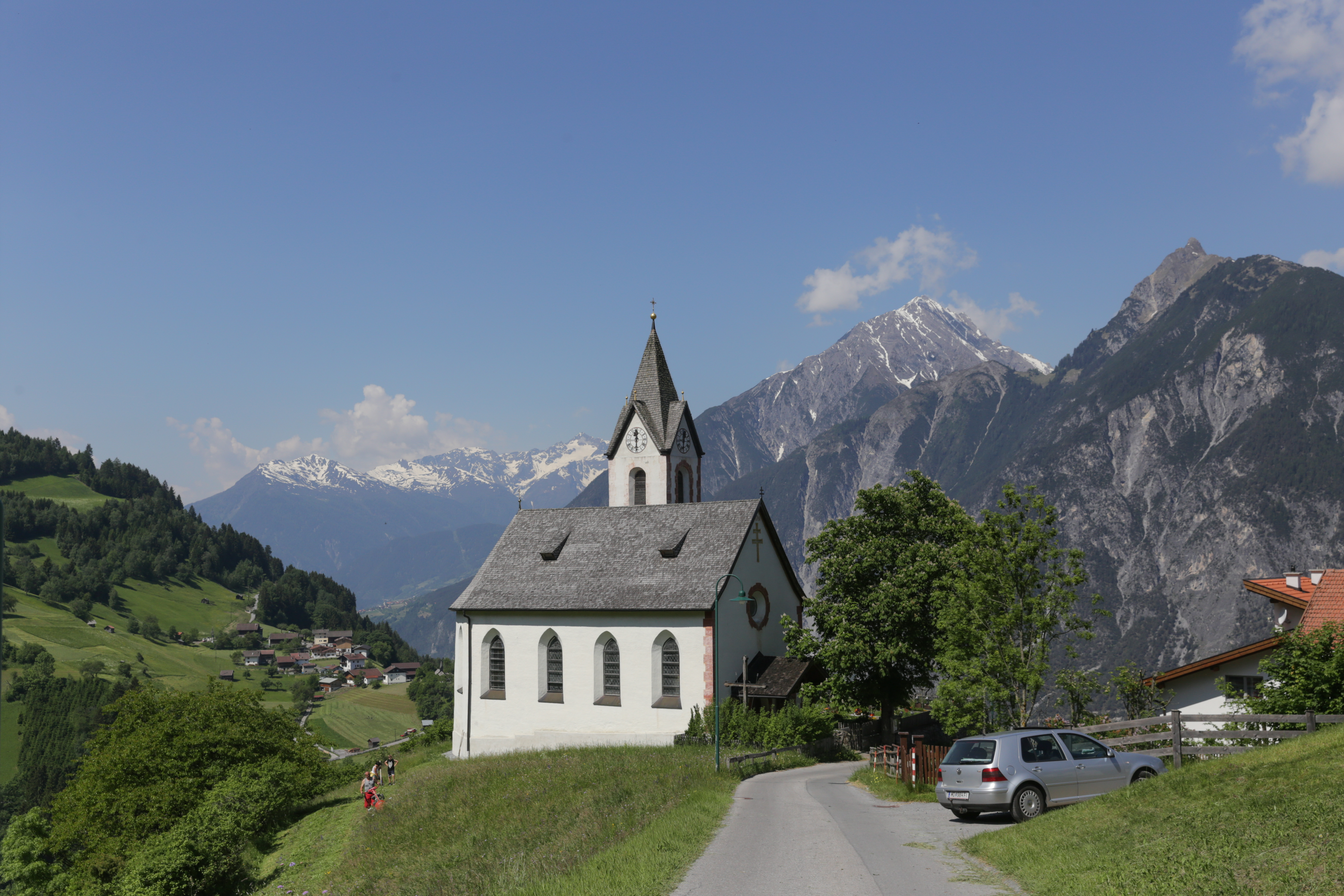
Expositurkirche Falterschein

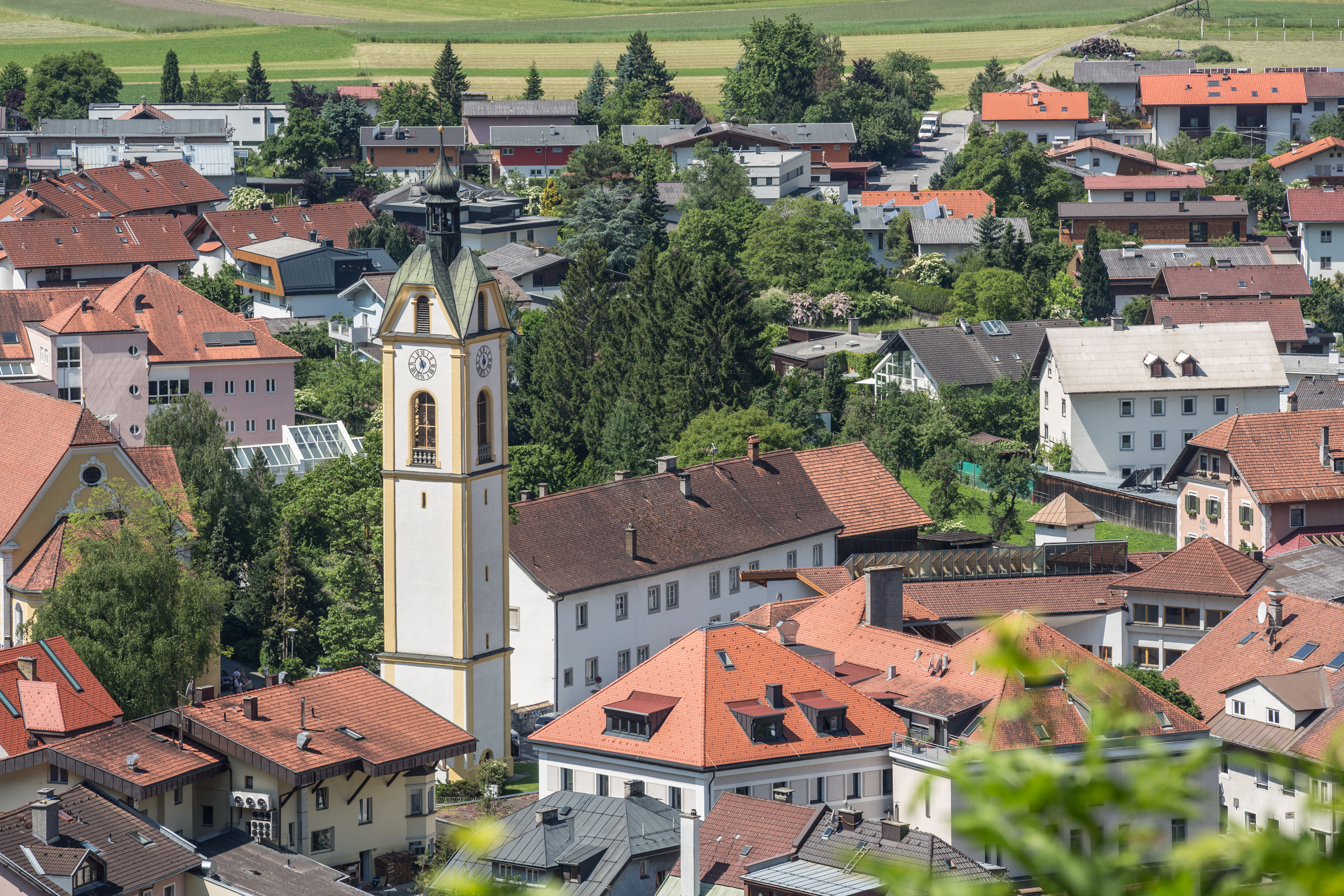
Pfarrkirche Zams

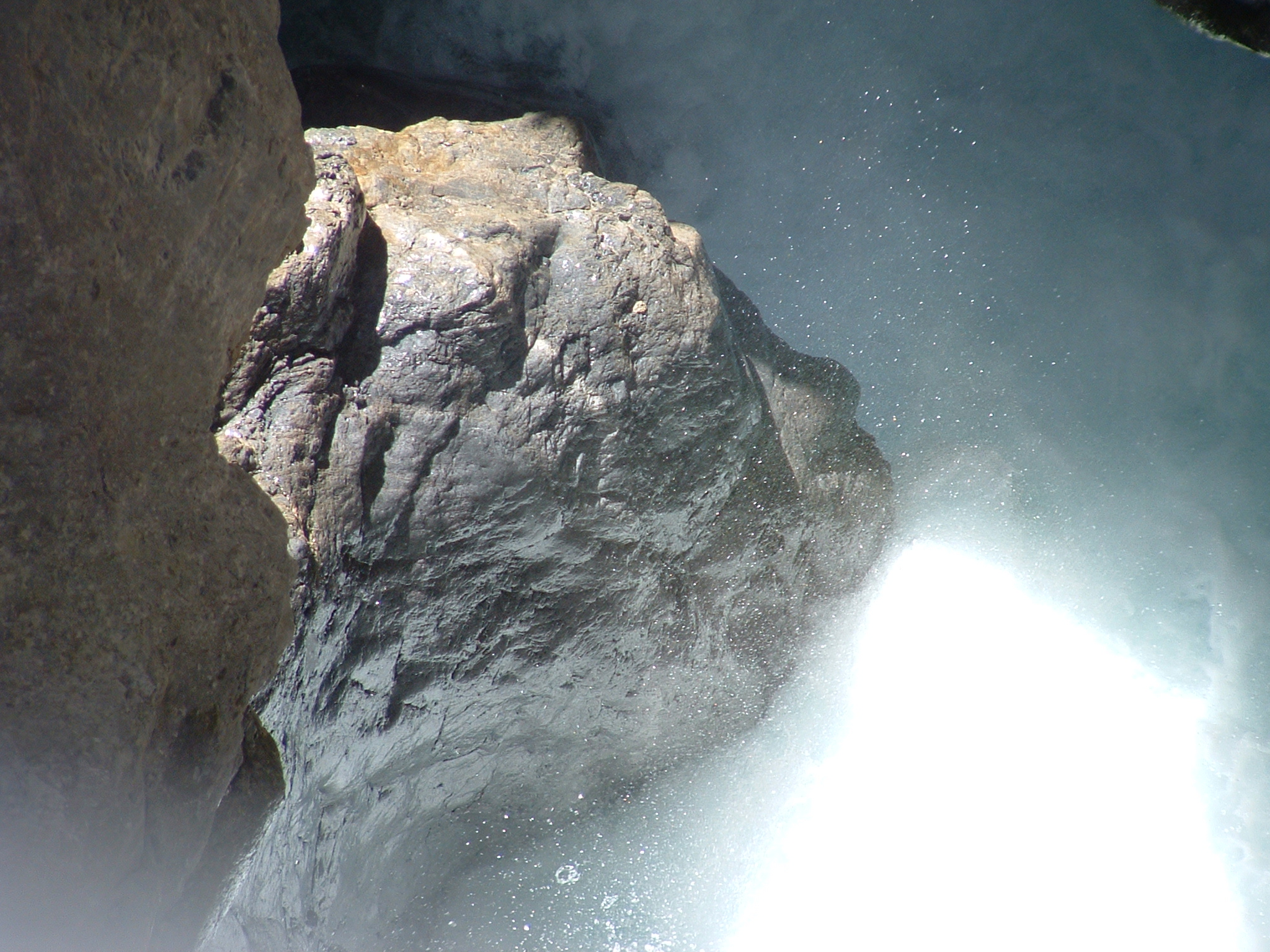
Nymphenkopf im Zammer Wasserfall

### Gebäude
- Burg Kronburg
- Katholische Kaplaneikirche Kronburg Mariahilf
- Katholische Expositurkirche Falterschein Mariä Reinigung
- Katholische Pfarrkirche Zams hl. Andreas: Das Wahrzeichen von Zams ist der freistehende Kirchturm. Die Ursache für seinen ungewöhnlichen Standort liegt in einem Brand, der 1911 die Hälfte des Dorfes in Asche legte und viel von der alten Bausubstanz zerstörte. Der Turm blieb erhalten, während die Kirche etwa 50 Meter entfernt neu errichtet wurde.[6]
- Wehranlage, Sperrmauer Lötz (Listeneintrag)
- Ölberg (Listeneintrag)
- Klosterkirche hl. Josef mit Klosterfriedhof (Listeneintrag)

### Künstler
Zams war und ist Heimat vieler bildender Künstler. Bekanntester Vertreter ist der bereits verstorbene Franz Xaver Hauser. Weitere sind Christine Ljubanovic (lebt jetzt in Paris) und Roland Böck. Die Musikkapelle Zams setzt mit ihrem Jugendorchester besondere Akzente in der Nachwuchsarbeit und spielt sinfonische Blasmusik.
Einer der bekanntesten Söhne der Gemeinde dürfte weiters wohl der Komponist Johann Josef Netzer sein, dem die Gemeinde einen eigenen Platz gewidmet hat und dem zu Ehren auch das Horizonte-Landeck Festival im vergangenen Jahr 2024 sein Programm präsentierte.

### Wasser
Schon seit jeher ist Wasser für die einheimische Bevölkerung wichtig. Im Ortsteil Lötz sind die alten Waale zur Bewässerung der Felder und Wiesen immer noch intakt. Im Jahr des Wassers 2003 wurde in Zams die Wasserwelt („Zammer Lochputz“) gebaut, die das wichtige Element Wasser ins Bewusstsein der Öffentlichkeit bringt. Im Jahr 2006 wurde die Wasserwelt durch ein Schaukraftwerk der TIWAG und durch eine Kneippanlage erweitert. Eine besondere Sehenswürdigkeit stellt die Wasserfontäne dar, die die Kraft des Wassers aufzeigt. Die Region Tiroler Oberland ist auch ein Zentrum für den Wildwassersport wie Kajak, Rafting und Canyoning.

## Wirtschaft und Infrastruktur
Während die meisten anderen Orte im Bezirk Landeck vom Tourismus (besonders vom Wintertourismus) geprägt sind, gibt es in Zams viel Gewerbe, Handwerk, Handel und andere Dienstleistungen. Von der Landwirtschaft leben – meist im Nebenerwerb – noch etwa 5 % der Bevölkerung, besonders in den Weilern am Zammerberg.

### Tourismus
Seit 2001 wird Zams im Tourismusverband Tirol-West gemeinsam mit Landeck, Fließ, Grins, Tobadill und Stanz bei Landeck vermarktet.
- Die Venetbahn erschließt die Hänge des Venetmassivs für den Wintersport. Im Sommer ist er ein beliebtes Ziel zum Wandern und zum Paragleiten.
- Der Europäische Fernwanderweg E5, der von Oberstdorf zur Adria führt, kommt über die Memminger Hütte und das Zammer Loch nach Zams und geht dann weiter über den Krahberg und Venet in Richtung Pitztal. Vom Ortsausgang Zams in Richtung Imst führt der Anstieg zur Steinseehütte des OeAV, bis zur Alfuz-Alm befahrbar. Die Hütte ist ein Stützpunkt auf dem Lechtaler Höhenweg.

### Verkehr

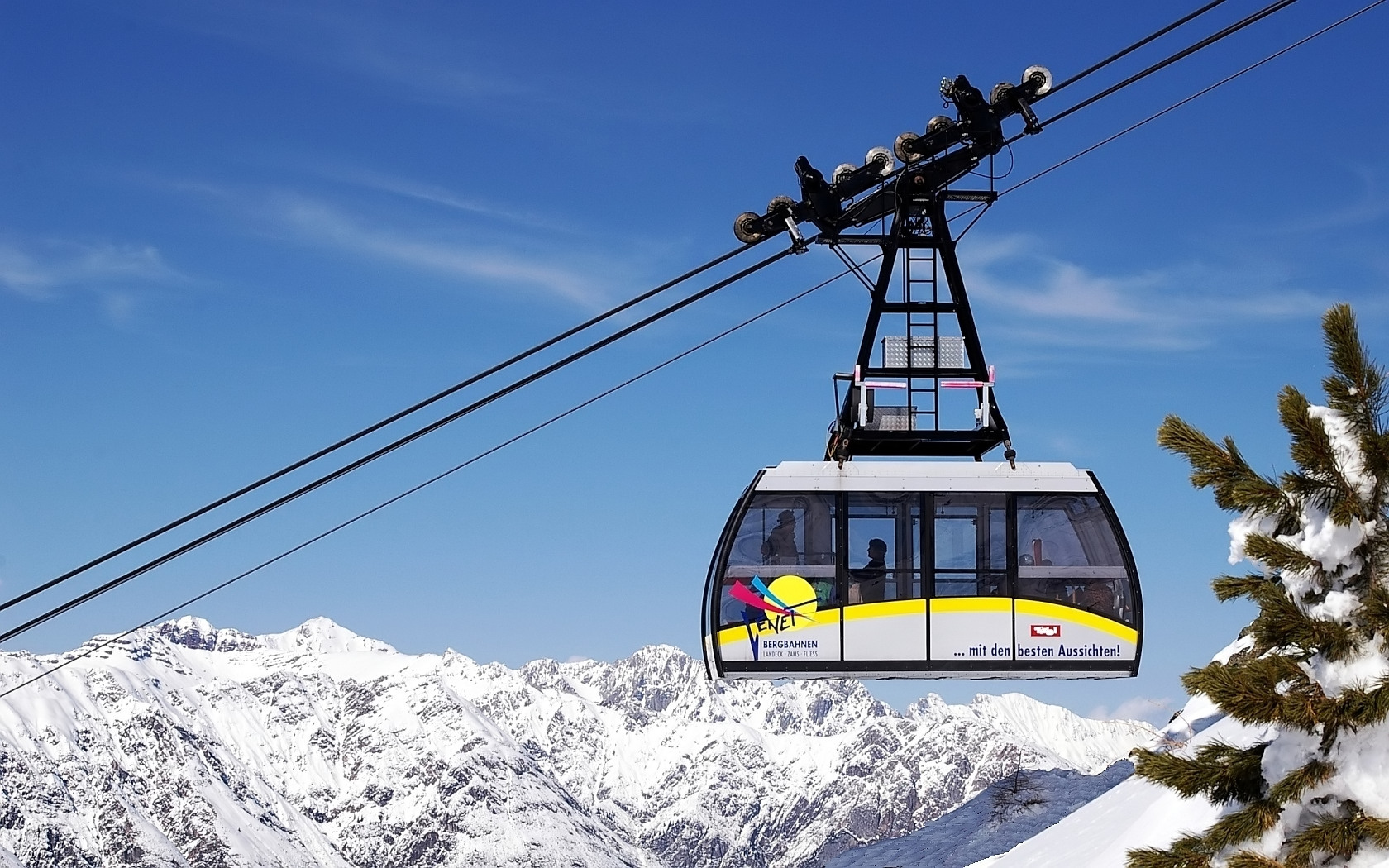
Venetbahn

- Bahn: Durch den Bahnhof Landeck-Zams ist der Ort an die Arlbergbahn angebunden. Dieser ist Haltepunkt von sowohl internationalen Fernverkehrszügen (Wien, Bregenz, Zürich, Basel), als auch von Regionalzügen Richtung Innsbruck. Hier hält jeder Zug, denn von Zams aus kommt man durch das Obere Gericht in die Schweiz und auf den Reschenpass nach Südtirol (Italien).
- Straße: Zams ist zugleich Endpunkt der Inntalautobahn A 12 von Kufstein und Anfangspunkt der Arlberg Schnellstraße S 16 nach Bludenz.
- Radweg: Der Ort liegt am Fernradweg, der als Via Claudia Augusta entlang einer gleichnamigen antiken Römerstraße verläuft.

### Gesundheit

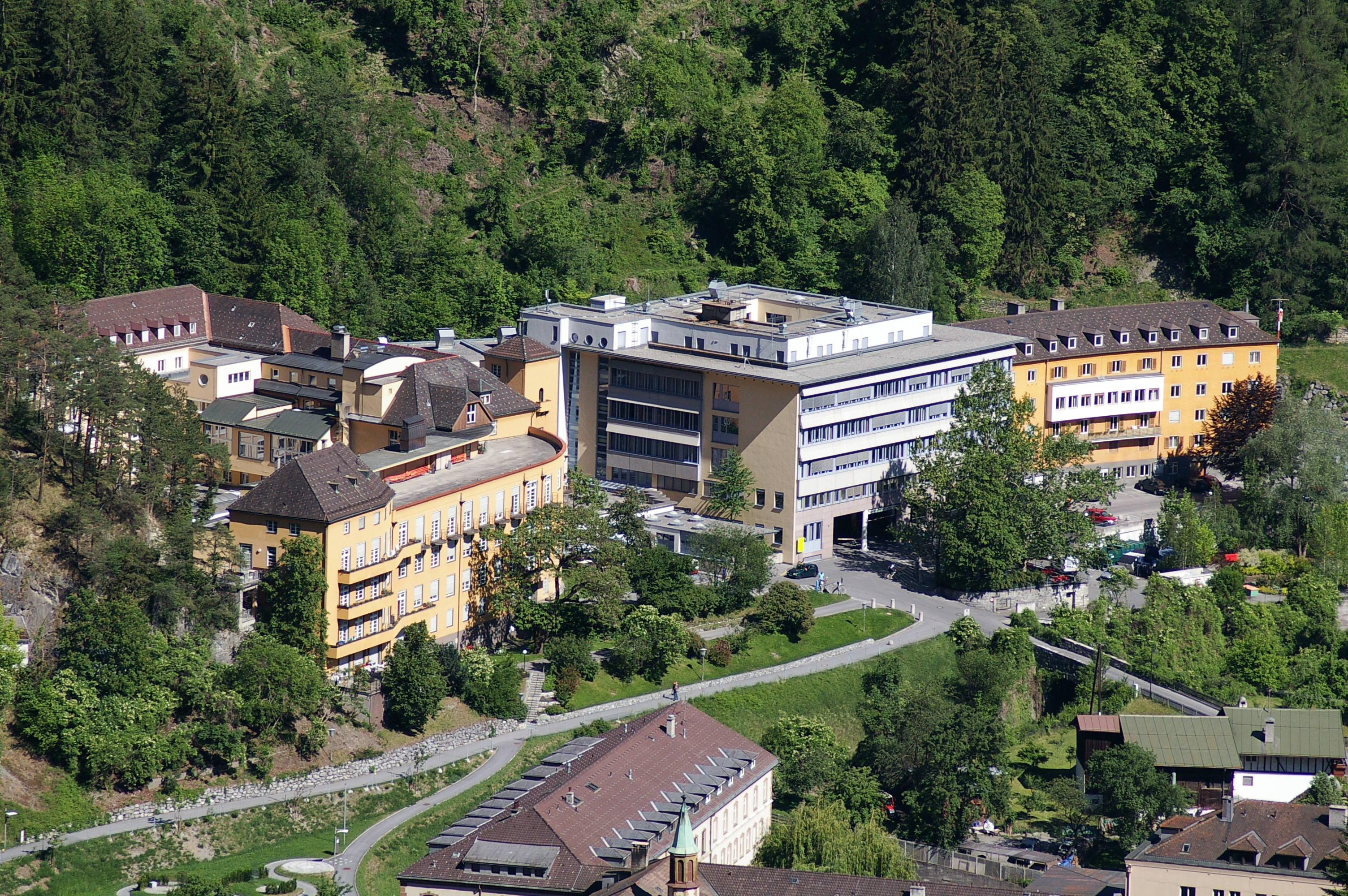
Krankenhaus St. Vinzenz Zams

- Das Krankenhaus St. Vinzenz Zams wurde vom Orden der Barmherzige Schwestern vom hl. Vinzenz von Paul im 18. Jahrhundert gegründet und ist der größte Arbeitgeber in der Region. Die Bezirke Imst und Landeck werden medizinisch versorgt.

Dem Krankenhaus angeschlossen ist eine Gesundheits- und Krankenpflegeschule (GuKPS) für Krankenschwestern/pfleger. Ebenfalls in Zams stationiert ist der ÖAMTC-Notarzthubschrauber Christophorus 5.

### Bildung
- Volksschule Zams (Grundschule)
- Volksschule Zammerberg in Schwaighof (Grundschule)
- Sonderpädagogisches Zentrum und Allgemeine Sonderschule Zams
- Sprengelhauptschule Zams-Schönwies (Mittelschule)
- Gesundheits- und Krankenpflegeschule St. Vinzenz
- Katharina Lins Schulen in Zams:
  - Übungsvolksschule der Pädagogischen Akademie der Diözese Innsbruck
  - Übungshauptschule der Pädagogischen Akademie der Diözese Innsbruck für Mädchen mit Hort „St. Vinzenz“
  - Katholisches Oberstufenrealgymnasium
  - Bildungsanstalt für Kindergartenpädagogik (BAKIP)

## Politik
Die Gemeinderat hat 15 Mitglieder. Nach den Gemeinderats- und Bürgermeisterwahlen hatte der Gemeinderat folgende Verteilungen:
- 1998:
  - 53,59 % - 9 – Bürgermeisterliste
  - 24,39 % - 3 – Zammer Gemeinschaftsliste: Sozialdemokraten und Parteilose
  - 22,01 % - 3 – Dorfliste Zams und Zammerberg
- 2004:
  - 33,87 % - 6 – Zammer Gemeinschaftsliste: Sozialdemokraten und Parteilose
  - 27,54 % - 4 – Bürgerliste (ÖVP)
  - 21,31 % - 3 – Dorfliste Zams und Zammerberg (ÖVP)
  - 12,04 % - 2 – Allgemeine Zammer Liste (AZL)
  - 05,24 %   - 0 – Die Zammer Freiheitlichen
- 2010:
  - 44,20 % - 7 – Gemeinsam für Zams – Tiroler Volkspartei
  - 26,06 % - 4 – Zammer Gemeinschaftsliste: Sozialdemokraten und Parteilose
  - 18,88 % - 3 – Allgemeine Zammer Liste
  - 10,87 % - 1 – Zammer Freiheitliche
- 2016[7]:
  - 50,15 % - 8 – Gemeinsam für Zams – Tiroler Volkspartei – ÖVP
  - 21,82 % - 3 – SPÖ Zams
  - 28,03 % - 4 – FPÖ – Die Zammer Freiheitlichen
- Seit den Gemeinderats- und Bürgermeisterwahlen am 27. Februar 2022 sieht die Verteilung der Mandate folgendermaßen aus:[8]
  - 50,95 % - 8 – Unser Zams – Liste Benedikt Lentsch – ZAMS
  - 49,05 % - 7 – Team Dominik Traxl – Gemeinsam für Zams – TRAXL

Bürgermeister ist seit den Bürgermeisterwahlen 2022 Benedikt Lentsch.

### Bürgermeister
- 1842–1844 Johann Witting
- 1845–1849 Alois Haueis
- 1850–1858 Josef Reiter
- 1859–1859 Johann Tamerl
- 1860–1860 Mathäus Knabl
- 1861–1874 Franz Grissemann
- 1875–1877 Josef Haueis
- 1878–1880 Franz Wachter
- 1881–1883 Alois Hammerl
- 1884–1886 Sebastian Lins
- 1887–1889 Franz Wachter
- 1890–1895 Alois Haueis
- 1896–1898 Johann Wachter
- 1899–1901 Hermann Haueis
- 1902–1904 Johann Wachter
- 1905–1910 Hermann Haueis
- 1911–1914 Alois Haueis (CSP)
- 1914–1918 Johann Wachter
- 1919–1922 Franz Grissemann
- 1922–1931 Ferdinand Grüner
- 1931–1938 Hermann Pircher
- 1938–1945 Nikolaus Deisenberger (von den Nazis ernannt)
- 1945–1946 Adalbert Krismer (ÖVP)
- 1946–1950 Alfons Wachter (ÖVP)
- 1950–1953 Ferdinand Gruner (ÖVP)
- 1953–1959 Hermann Haueis (ÖVP)
- 1959–1965 Hermann Hammerl (ÖVP)
- 1965–1989 Walter Fraidl (ÖVP)
- 1989–2000 Günther Platter (ÖVP)
- 2000–2001 Peter Hauser (ÖVP)
- 2001–2004 Othmar Sordo (SPÖ)
- 2004–2010 Helmut Gstir (SPÖ)
- 2010–2021 Siegmund Geiger (ÖVP)
- 2021–2021 Josef Reheis (ÖVP, interimistisch)
- 2021–2022 Dominik Traxl (ÖVP)
- 2022–-xxxx Benedikt Lentsch (unabhängig/SPÖ)[9]

### Wappen
Am 17. Dezember 1975 wurde der Gemeinde ein Gemeindewappen verliehen. Die Blasonierung (heraldische Wappenbeschreibung) lautet:
Von Blau und Gold schräg rechts geteilt, oben eine goldene fünfzackige Krone, unten ein schwarzer springender Steinbock in den Farben der Gemeindefahne blau-goldgelb.
Das Wappen erinnert an die zwei führenden Geschlechter, die im Mittelalter und in der Neuzeit die Kronburg besaßen. Mit der Krone wird an die Starkenberger und mit dem Steinbock an die Fieger erinnert.

## Persönlichkeiten
(in Zams geboren oder wohnhaft bzw. gewirkt)
- Nikolaus Schuler (1756–1831), Krankenhausgründer in Zams
- Katharina Lins (1788–1836), Ordensgründerin
- Johann Josef Netzer (1808–1864), Komponist und Kapellmeister
- Hermann Hammerl (1853–1933), Physiker und Hochschullehrer
- Alois Haueis (1860–1951), Politiker (CSP)
- Paulus Rusch (1903–1986), Bischof
- Franz Xaver Hauser (1924–1999), Maler und Bildhauer, stammt vom Zammerberg
- Hans Ladner (1930–2001), Bildhauer und Professor an der Akademie in München
- Walter Krenn (1931–2022), Beamter, Präsident der Finanzlandesdirektion in Vorarlberg
- Hugo Westreicher (1933–2018), Politiker (ÖVP) und Hotelier
- Johanna Schwab (1934–2024; bürgerlich Erika Schwab), Ordensschwester und Gründerin der Aktion Children of Kosovo
- Werner Vogt (1938–2023), Unfallchirurg, streitbarer Autor, Gesundheits- und Sozialreformer
- Hans Dietmar Schweisgut (* 1951), Diplomat
- Romed Mungenast (1953–2006), österreichisch-jenischer Schriftsteller
- Karl Schrott (* 1953), Rennrodler
- Walter Fraidl (1928–2002[10]), Bürgermeister von 1965–1989
- Günther Platter (* 1954), Politiker (ÖVP)
- Eva Lichtenberger (* 1954), Politikerin (Die Grünen)
- Bernhard Bair (* 1955), Offizier
- Dietmar Mössmer (1955–2025), Schauspieler
- Karin Fritz (* 1957), Lehrerin und Politikerin
- Werner Senn (* 1958), Jurist und Leiter der österreichischen Flugpolizei
- Regina Heiß (* 1960), Politikerin (ÖVP) und Landwirtin
- Anton Mattle (* 1963), Politiker (ÖVP)
- Gerhard Mangott (* 1966), Politikwissenschaftler
- Daniel Nösig (* 1975), Jazzmusiker
- Margreth Falkner (* 1975), Politikerin (ÖVP)
- Stefan Tilg (* 1976), Klassischer und neulateinischer Philologe
- Mario Matt (* 1979), Skirennläufer
- Michael Pascher (* 1979), Schauspieler
- Lukas Grüner (* 1981), Snowboarder
- Andreas Matt (* 1982), Freestyle-Skiläufer
- Hansjörg Auer (1984–2019), Sportkletterer und Bergsteiger
- Mathias Venier (* 1984), Politiker (FPÖ)
- Esther Strauß (* 1986), bildende Künstlerin, Performancekünstlerin und Sprachkünstlerin
- Benedikt Lentsch (* 1987), Politiker (SPÖ)
- Benjamin Parth (* 1988), Koch
- Lisa Magdalena Agerer (* 1991), österreichisch-italienische Skirennläuferin
- Katharina Schiechtl (* 1993), Fußballspielerin
- Anna Spielmann (* 1998), Mountainbikerin
- Lara Wolf (* 2000), Freestyle-Skierin
- Markus Gabl (* 2002), Fußballspieler
- Hannes Landerer (* 2002), Skispringer
- Elias Lorenz (* 2006), Fußballspieler